# Рио-Турбио
Рио-Турбио (исп. Río Turbio) — город и муниципалитет в департаменте Гуэр-Айке провинции Санта-Крус (Аргентина).

## История
В 1867 году экспедиция Луиса Пьедрабуэны, отправившаяся вверх по реке Рио-Санта-Крус, высказала предположение, что на территории провинции Санта-Крус имеются месторождения угля. В 1870 году президент Аргентины Доминго Фаустино Сармьенто выделил средства на организацию добычи угля. В 1877 году экспедиция Франсиско Морено обнаружила залежи угля в районе озера Лаго-Архентино, а в 1887 году экспедиция Агустина дель Кастильо обнаружила залежи угля и в районе современного Рио-Турбио.
Вторая мировая война лишила Аргентину возможности импортировать уголь в нужных для страны масштабах и привела к необходимости организовать добычу угля на собственной территории. В мае 1941 года в составе государственной нефтедобывающей компании YPF была создана «Дирекция по угольным залежам». После изучения ситуации, в конце 1942 года был основан населённый пункт Рио-Турбио, возле которого с начала 1943 года заложили первую угольную шахту. В 1947 году была построена Шахта № 2, а в 1950 — Шахта № 3. В 1958 году «Дирекция по угольным залежам» была преобразована в государственную угледобывающую компанию YCF, которая разместилась именно в Рио-Турбио. В 1994 году YCF была приватизирована.

## Климат
Тип климата — морской, по Классификации климатов Кёппена - переходный от Cfc/Dfc к ET . Самый теплый месяц — январь, когда средняя температура воздуха составляет 10,4 °С, а самый холодный — июль, со средней температурой воздуха (—0,1) °С.

## Достопримечательности
На расстоянии четырех километров от города, вблизи границы с Чили, расположен центр зимних видов спорта «Valdelen» («Долина Ленга»). Зимой центр предлагает возможность катания на горных и беговых лыжах, сноубордах, санках и снегокатах, летом — на горных велосипедах.